# Armando Del Debbio
Armando Del Debbio (São Paulo, 2 de novembro de 1904 — São Paulo, 8 de maio de 1984) foi um futebolista e treinador brasileiro.

## Carreira
Atuando no Corinthians, ganhou a posição durante o Campeonato Paulista do Centenário da Independência, em 1922. E manteve a posição até sair para defender a Lazio, da Itália, entre 1931 e 1936. Duro na marcação, formou, ao lado do goleiro Tuffy e de Grané, o mais famoso trio defensivo da história corinthiana. De volta da Itália em 1937, jogou quatro das catorze partidas que deram ao Corinthians o seu primeiro título na era do futebol profissional.
Em 1939, já havia encerrado a carreira e era treinador do time quando, em uma emergência, teve que voltar ao campo, às vésperas de completar 35 anos, em uma partida do Campeonato Paulista contra o Ypiranga (2 a 1, 22 de outubro de 1939). Del Debbio deve, por isso, ser considerado também campeão paulista em 1939 como jogador. E, portanto, o verdadeiro recordista de títulos paulistas com a camisa alvinegra do Corinthians, totalizando oito contra sete de Neco.
Em toda a história do Corinthians, apenas quatro treinadores alcançaram mais de cem vitórias no comando do time paulista. O último foi Armando Del Debbio, que comandou o time de 1939 a 1942, 1947 a 1948 e 1963, obteve 116 vitórias, 25 empates e 36 derrotas, em 177 partidas.
No Corinthians conseguiu oito campeonatos paulistas (1922/1923/1924/1928/1929/1930, 1937 e 1939). Também faturou a Copa dos Campeões em 1930 pelo Corinthians, sobre o Vasco da Gama.
Foi técnico da Seleção Paulista de Futebol de 1943 a 1946.